# Dendrerpeton

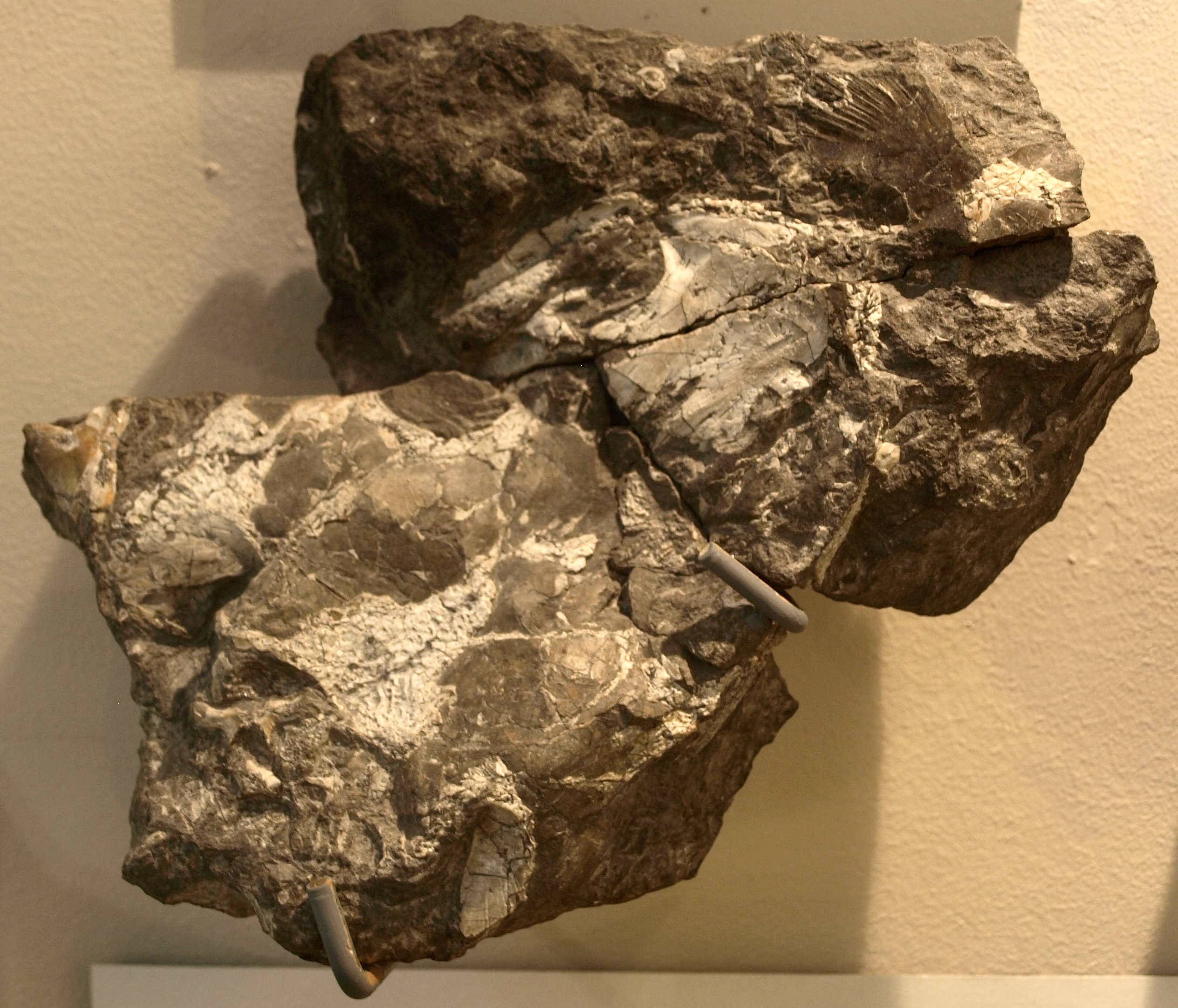
Fósil del cráneo de Dendrerpeton, exhibido en el Museo Redpath, Montreal.

Dendrerpeton es un género extinto de anfibio. Sus restos generalmente se han encontrado junto a los del árbol fósil Lepidodendron y el género vegetal Sigillaria. Los fósilles hallados están pobremente conservados, puesto que  están desarticulados y aplastados. En esta especie el hueso estribo del oído medio consistía en una estructura de soporte para el oído, más que una estructura para escuchar, como en los tetrápodos más recientes.
Los especímenes tenían generalmente 100 cm de longitud y una hendidura ótica en el dorso del cráneo.